# Phoniscus papuensis
Phoniscus papuensis är en fladdermusart som först beskrevs av George Edward Dobson 1878.  Phoniscus papuensis ingår i släktet Phoniscus och familjen läderlappar. Inga underarter finns listade i Catalogue of Life.
Artepitetet i det vetenskapliga namnet är sammansatt av den geografiska beteckningen Papua och det latinska tillägget -ensis (bosatt).
Denna fladdermus förekommer i östra Australien, på Nya Guinea och på andra öar i regionen. Arten vistas i låglandet och i bergstrakter upp till 1300 meter över havet. Habitatet utgörs av olika slags fuktiga eller torra skogar.
Individerna vilar i trädens håligheter, gömd i den täta växtligheten, i grottor, i tomma fågelbon och i byggnader. De sover ensam eller i små flockar. Phoniscus papuensis jagar insekter, spindlar och andra ryggradslösa djur som plockas från växtligheten.
I Australien hotas arten i viss mån av skogsavverkningar, av svedjebruk och av förvildade tamkatter. Hela beståndet listas av IUCN som livskraftig (LC).